# Ruggiero di Lauria (1888)
«Руджеро ді Лаурія» (італ. Ruggiero di Lauria) — броненосець однойменного типу Королівських військово-морських сил Італії кінця 19 сторіччя. 

## Історія створення
Броненосець «Руджеро ді Лаурія» був закладений 3 серпня 1881 року на верфі «Cantiere navale di Castellammare di Stabia» (Кастелламмаре-ді-Стабія). Спущений на воду 9 серпня 1884 року, вступив у стрій 1 лютого 1888 року.
Свою назву отримав на честь адмірала Руджеро Лаурія.

## Історія служби
Після вступу у стрій «Руджеро ді Лаурія» увійшов до складу 1-ї Дивізії Активної ескадри, куди також входили флагман «Лепанто», торпедні крейсери «Еурідіче» і «Монцамбано», а також чотири міноносці. Під час маневрів 1893 року відпрацьовувалось відбиття атаки французького флоту на італійський флот.
У 1895 році «Руджеро ді Лаурія», броненосець «Сарденья» та торпедний крейсер «Партенопе» були включені до складу 2-ї дивізії Резервної ескадри, яка базувалась у Ла-Спеції. Того ж року «Руджеро ді Лаурія» у складі ескадри італійських кораблів здійснив візит у Спітгед, Велика Британія. Наступного року ця ж ескадра здійснила візит у Німеччину на Церемонію відкриття Кільського каналу.
У лютому 1897 року Великі держави сформували Міжнародну ескадру у складі кораблів італійського, австро-угорського, французького, британського, німецького та російського флотів, які втрутились у повстання греків Криту проти панування Османської імперії. У складі цієї ескадри перебував також «Руджеро ді Лаурія».
Надалі «Руджеро ді Лаурія» почергово перебував у складі як Активної ескадри, так і Резервної, коли корабель більшу частину року перебував у порту, без виходів у море, і зі скороченим екіпажем.
У 1900 році на кораблі були додані по 29 малокаліберних гармат (2 x 75-мм гармати, 10 x 57-мм гармат та 17 x 37-мм гармат). 
У 1909 році корабель був виключений зі складу флоту. Він був перейменований на «GM45» і використовувався як плавучий склад палива у Ла-Спеції. У 1943 році він був потоплений під час нальоту авіації союзників. У 1946 році рештки корабля були підняті та здані на злам.